# Fabra i Coats
|  | No s'ha de confondre amb Can Fabra. |

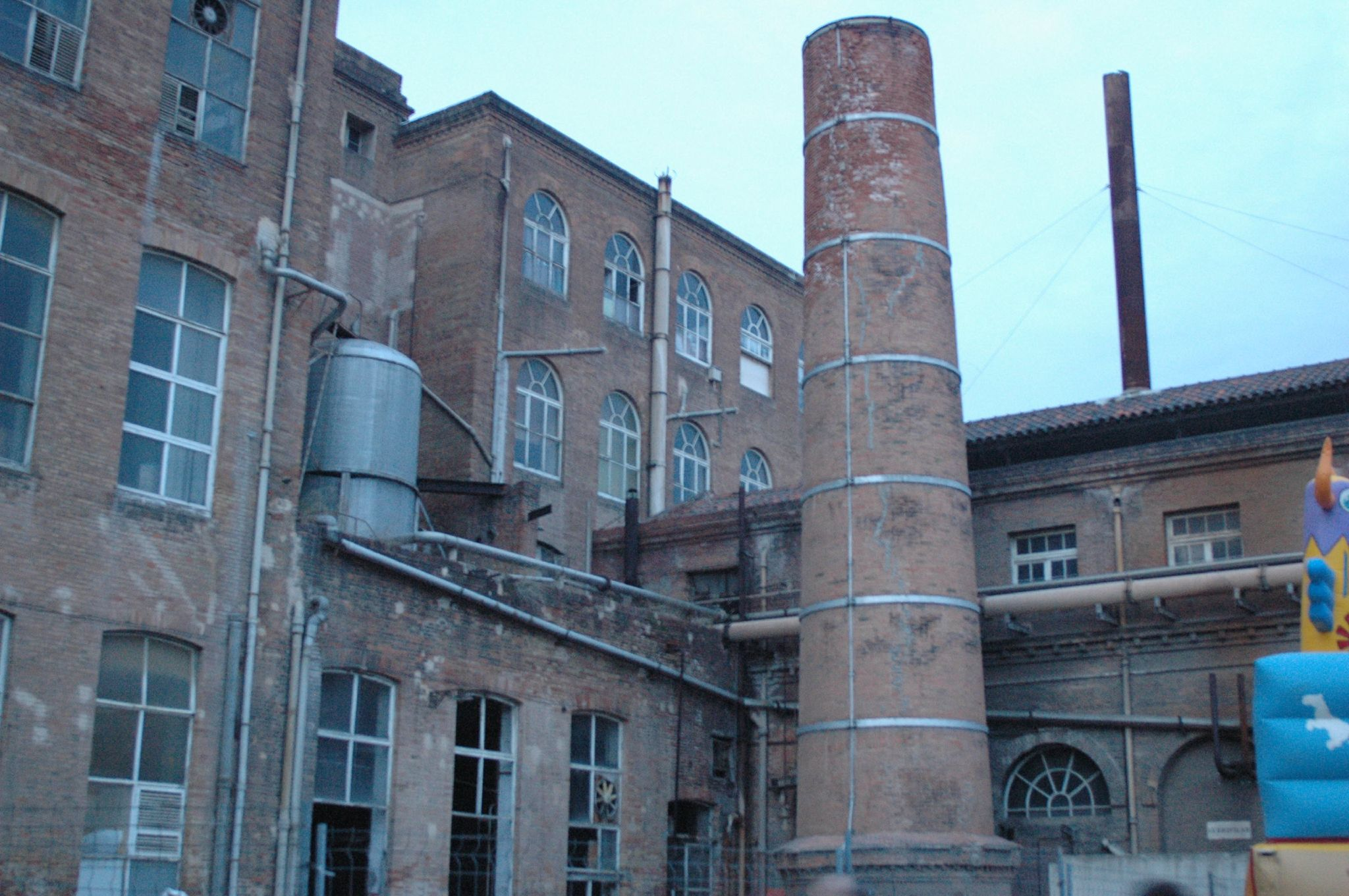
Un dels patis de la fàbrica amb una xemeneia

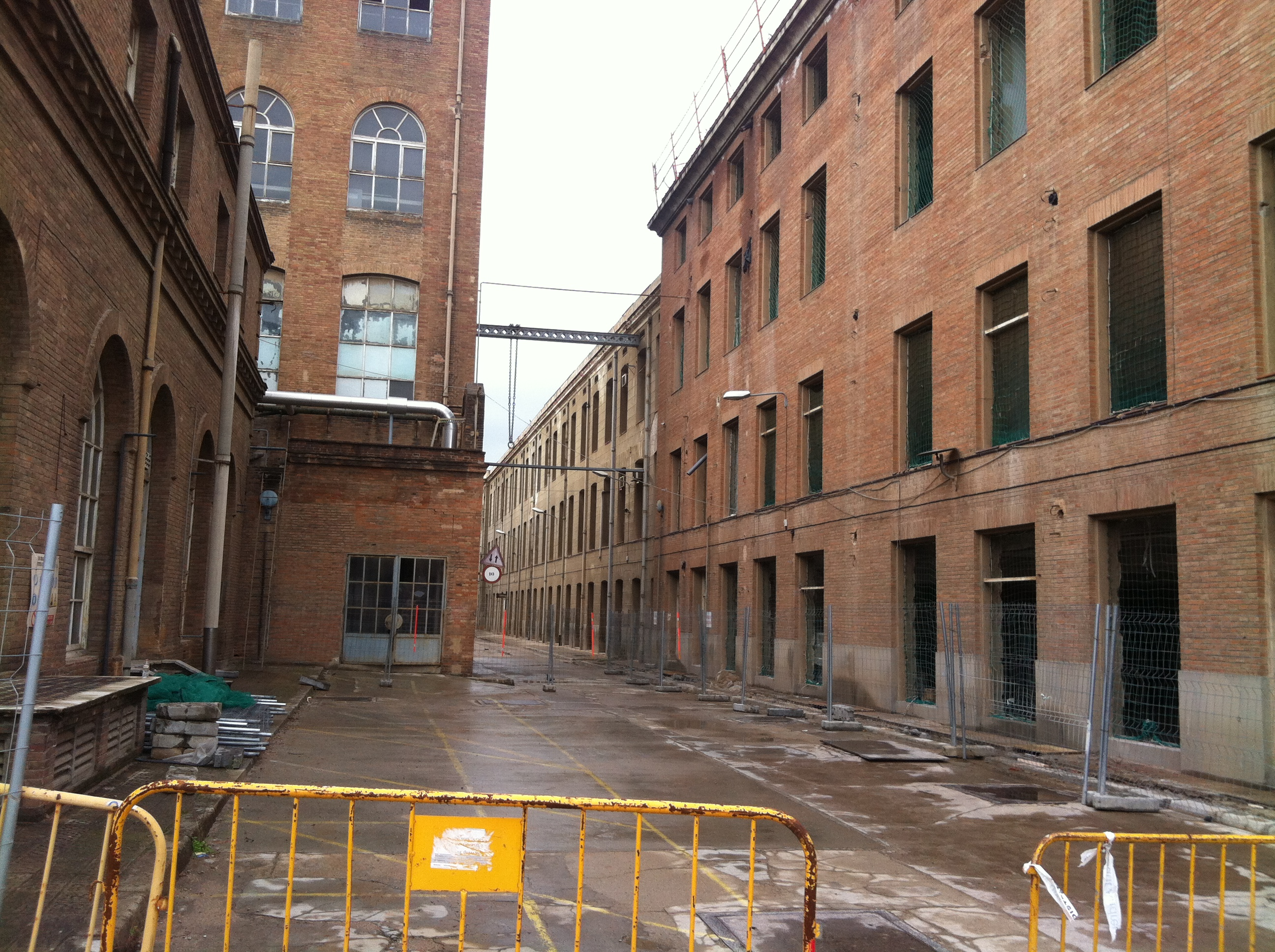
Un altre pati

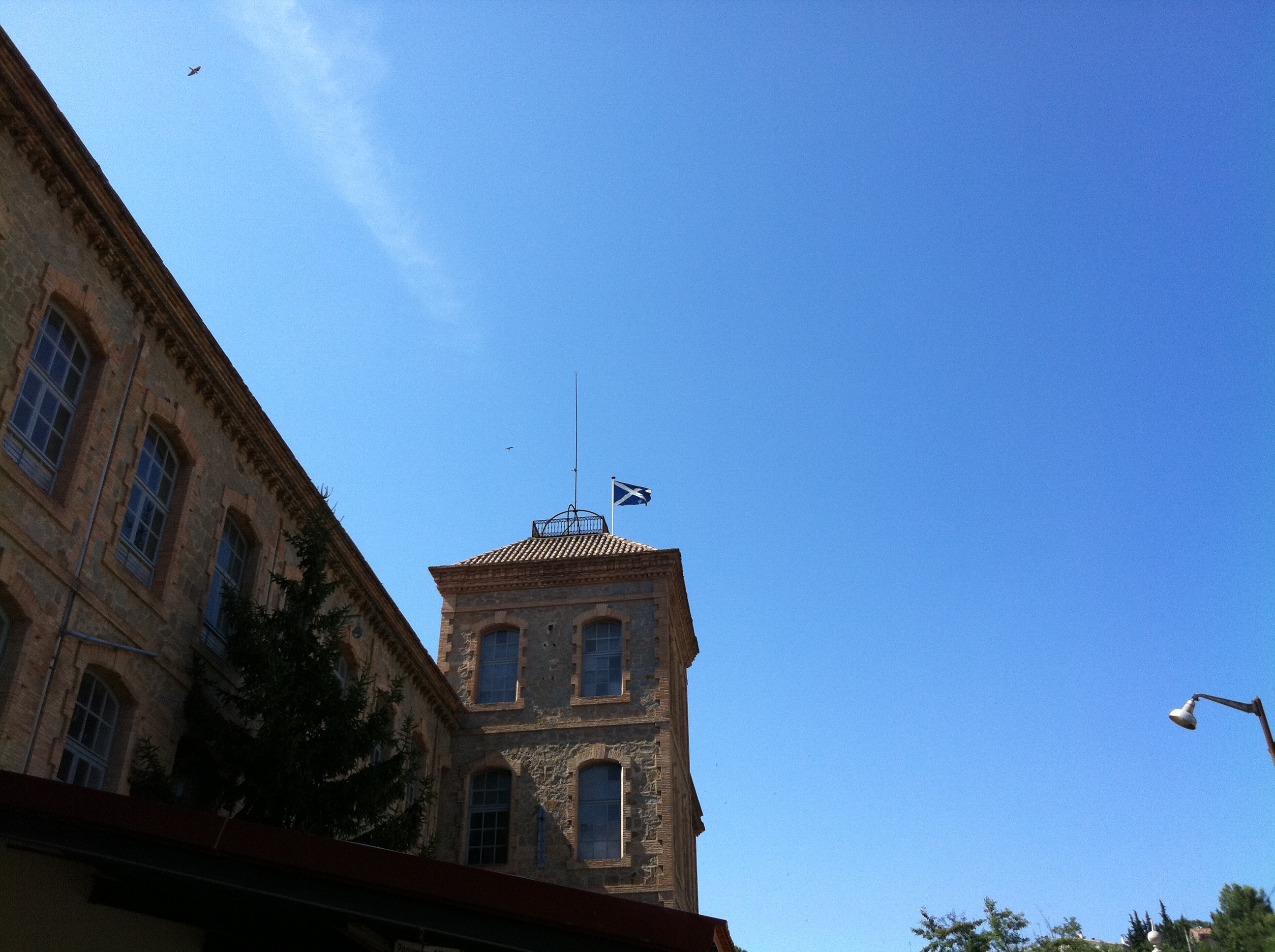
Bandera d'Escòcia a la colònia de Borgonyà, fundada per Coats

La Fabra i Coats (pronúncia local: [ˈfaβ.ɾə‿i ku.ˈat͡s], i en anglès: [-ˈkowt͡s]) és un antic complex industrial del barri de Sant Andreu del Palomar de Barcelona, catalogat com a bé amb elements d'interès (categoria C).

## Història
El 1839, Ferran Puig i Gibert, un industrial potent i relacionat socialment, creà el Vapor del Fil, una filatura especialitzada en troques i cabdells de fil i cotó. Puig va casar la seva filla Dolors Puig i Cerdà amb Camil Fabra i Fontanills, i des del 1860 l'empresa passaria a dir-se Ferran Puig i Fill (Puig i Fabra). L'any 1884 es va fusionar amb Manuel Portabella i Fill (coneguts com «els alemanys»), consolidant-se amb el nom de Fabra i Portabella. La fàbrica, ubicada al carrer de Sant Ildefons de Sant Andreu de Palomar, ocupava l'àrea entre els actuals carrers de Nadal, Onze de Setembre, Concepción Arenal i l'antiga Riera d'Horta (un xic més enllà de l'actual Dublín), on actualment hi ha el Club Natació Sant Andreu, l'Escola Pegaso, l'Hipercor i blocs de pisos. La guia Barcelona en la mano (1895) de Josep Roca i Roca la descriu com: «la fábrica de Fabra y Portabella, C. de San Ildefonso, dotada de poderosa maquinaria movida á vapor, con la cual se elaboran todos los artículos concernientes á hilo y algodón en madejas, ovillos, etc., etc.; para coser y hacer calceta. Es la primera fábrica en España que ha elaborado carretes de clases superiores para máquinas de coser y la primera que ha fabricado las sedas mecánicamente, exportándose al extranjero. En esta fábrica, fundada por D. Fernando Puig, trabajan unos 1,000 operarios.»
Després de la mort de Ferran Puig i Camil Fabra, l'empresa passà a ser dirigida pels germans Ferran i Romà Fabra i Puig. El 1903 es fusionà amb l'escocesa J&P Coats, que havia creat feia pocs anys la colònia industrial de Borgonyà, a Sant Vicenç de Torelló (Osona), i en sortí la societat anònima Filatures de Fabra i Coats, que monopolitzaria el sector en l'àmbit estatal i donaria nom al carrer d'Escòcia. La nova empresa va dur a terme una reordenació de la producció a cadascuna de les factories: a Sant Martí mantingué els filats de lli i cotó i els teixits per a xarxes de pesca, mentre que a Borgonyà es concentraren la filatura i els torçats de cotó, eliminarien els processos d'acabats, i a la fàbrica de Sant Andreu de Palomar, a més de filats i retorts, portaren a terme els processos de blanqueig, tint i acabats del fil de cosir.
Amb la introducció de la firma britànica es va dur a terme una sèrie d'innovacions en el camp dels serveis socials de l'empresa, donant-li els trets de colònia industrial. L'any 1915, l'empresa tenia més de 1.500 treballadors i en el seu moment àlgid va arribar a donar feina a tres mil persones, majoritàriament veïnes de Sant Andreu. A la dècada del 1930 va ser una de les primeres empreses que atorgava als treballadors una setmana de vacances pagades i a poc a poc la seva organització interna va anar millorant, creant-se, fins i tot, un cos de bombers propi.
L'any 1970 van començar els tancaments d'instal·lacions i l'acomiadament de treballadors, fins que només va quedar activitat a la nau del carrer de Sant Adrià. El 2005 es va tancar definitivament la producció a l'estat, i el recinte fabril es va vendre a una immobiliària, mentre un grup d'ex-treballadors van constituir l'Associació Amics de la Fabra i Coats per salvar la memòria de la fàbrica i el seu patrimoni industrial.
L'any 2009 es va signar un conveni de col·laboració entre els Amics de la Fabra i Coats, el Districte de Sant Andreu i l'Institut de Cultura de Barcelona pel qual els Amics cedien a l'ICUB els objectes que havien recuperat com a testimonis testimoni del passat industrial de la fàbrica. El MUHBA es va fer càrrec dels objectes per a la seva utilització en un futur centre interpretatiu sobre la ciutat i el treball.

### Centre d'art contemporani
Una part del recinte ha estat rehabilitada per a convertir-lo en un centre cultural, segons el projecte dels arquitectes Francesc Bacardit i Manuel Ruisánchez: «Volem que Fabra i Coats sigui una fàbrica okupada per la creació. El model okupa guia la nostra proposta: una intervenció que garanteixi la nova funció de l'edifici, però que al mateix temps sigui mínima […] un treball de consolidació, rehabilitació i compartimentació que permeti acollir al màxim de creadors, afavoreixi la seva tasca i fomenti la seva convivència».
El 28 de setembre del 2012 es van inaugurar els primers 600 m² que acollien la mostra Això no és una exposició d'art, tampoc, que reflexiona sobre el concepte d'«exposició» i la manera com els artistes han treballat el relat a través de les seves obres.
Els dies 21 al 24 de gener del 2016 hi va tenir lloc el festival «Som cultura popular».

## Descripció
El recinte està format per una sèrie de naus o fàbriques de diferent tipologia i cronologia conformant diversos patis. Destaquen per l'ús de la fàbrica de maó a cara vista i per presentar grans obertures regulars ritmades a les façanes que configuren espais interiors diàfans.
L'edifici que es troba davant del carrer de Sant Adrià i tanca el conjunt per aquesta banda, és un pavelló longitudinal d'una planta i coberta d'una vessant, adossat a la paret de tanca que dona accés al recinte. A la façana principal s'obren un seguit de portes i finestres amb emmarcament de maó en relleu i arc escarser a sardinell. Aquest cos presenta una capçalera poligonal de coberta plana amb obertures d'arc pla i marcs de maó enfonsats que comparteix la mateixa cornisa que travessa tota la façana.
Aquest edifici té al davant, en paral·lel, una altra construcció. Es tracta d'un edifici de planta rectangular que consta de planta baixa i dos pisos i coberta a doble vessant amb obertures regulars d'arcs escarsers de maó a sardinell. En un extrem lateral s'adossa una torre quadrada que s'alça per sobre del nivell de la teulada. El revestiment exterior de la façana és arrebossat i pintat amb sòcol. A la capçalera té adossat un altre cos avançat respecte de l'anterior un pis més elevat amb coberta a tres vessants. Aquest cos té la fàbrica de maó a la vista amb les obertures rectangulars més petites al pis superior.
L'anterior edifici dona a un altre cos rectangular de maó vist format per dues naus de planta baixa i pis amb cobertes a dues vessants sobre les quals se superposen sengles cobertes igualment a doble vessant més petites. A la façana principal a la planta baixa es distribueix una filera de grans obertures d'arc de mig punt de maó a sardinell. Una cornisa amb motllures i dentellons separen la planta baixa del primer pis. A la capçalera aquesta cornisa forma un triangle que ressegueix el perfil a doble vessant de la coberta. Les cantoneres es troben ressaltades a manera d'encoixinats. Aquest cos comunica amb l'edifici principal situat al centre del recinte que consta a la vegada de tres cossos rectangulars que formen una L amb diferents tipus de cobertes: a dues aigües, plana i a quatre vessants. Tots tres presenten planta baixa i tres pisos amb les façanes d'obra vista i grans obertures d'arcs escarsers de maó a sardinell regulars. Als extrems s'eleven dues torres de planta quadrada amb decoració d'arqueries cegues al coronament. Entre aquests dos edificis es troba una xemeneia de base octogonal amb el mateix fris motllurat amb els dentellons, secció circular i forma troncocònica ampla amb el fust llis fins a la boca.
Pel cantó oposat, el recinte es tanca al carrer de Parellada amb dos edificis més. Per una banda, hi ha una nau longitudinal de dues plantes d'alçària i coberta a dues vessants amb la fàbrica de maó a cara vista i on s'obren finestrals regulars d'arc escarser a sardinell, alguns dels quals són cecs. Línies d'imposta i una cornisa superior separen els diferents nivells. Per l'altra banda, adossada en aquesta última nau hi ha un altre edifici amb cobertes a quatre aigües sobre les quals es superposen cobertes més petites a dues aigües amb la façana bastida de maó a cara vista també.
En l'extrem est del carrer Parellada hi ha un petit cos rectangular aïllat de planta baixa i pis amb coberta a dues aigües. La façana està arrebossada i pintada amb sòcol aplacat de pedra i presenta cantoneres de maó. A la façana el portal es troba descentrat, en un extrem, al costat del qual hi ha dues finestres emmarcades amb maó. Aquestes obertures de la planta baixa presenten un arc georgià fet de maó a sardinell sota el qual hi ha decoració de ceràmica en trencadís. Entre la planta baixa i el pis hi ha una faixa decorativa feta de rajoles de color delimitades per una filera de maó, un detall ornamental que també es troba a la cornisa superior. Al centre del pis hi ha tres finestres rectangulars estretes esglaonades sota un capcer rectangular que conté la inscripció de l'any.
A l'altre extrem del carrer, tancant l'angle que dona al carrer de Sant Andreu hi ha dues naus adossades de planta longitudinal, la que dona al pati del recinte té cobertes a doble vessant i la posterior de dents de serra.